# Anatoli Maslyonkin
Anatoli Yevstigneyevich Maslyonkin (Moscou, 29 de junho de 1930 - 16 de maio de 1988) foi um futebolista soviético que foi campeão olímpico. 

## Carreira
Anatoli Maslyonkin fez parte do elenco que foi medalha de ouro nos Jogos Olímpicos de 1956. Ele fez parte do elenco da Seleção Soviética de Futebol na Copa do Mundo de 1958.

## Títulos
- Jogos Olímpicos de 1956
- Eurocopa: 1960
- Primeira Divisão Soviética: 1956, 1958, 1962.
- Copa da União Soviética: 1958.